# Света Параскева (Сфендами)
Вижте пояснителната страница за други значения на Света Параскева.
„Света Параскева“ (на гръцки: Aγίας Παρασκευής Σφενδάμης) е средновековна православна църква в село Сфендами (Паляни), Егейска Македония, Гърция, част от Китроската, Катеринска и Платамонска епархия.
Църквата е разположена северозападно от Сфендами. Тя е пример за малък селски византийски параклис с византийска зидария и малка олтарна ниша. В 1983 година храмът е обявен за защитен паметник на културата.